# Ян Копец
Ян Ма̀риан Ко̀пец (на полски: Jan Marian Kopiec) е полски римокатолически духовник, професор по богословие, архивист, викарен епископ на Ополската епархия и титулярен епископ на Чемериняно (1993 – 2011), епископ на Гливишката епархия от 2012 година.

## Биография
Ян Копец е роден на 18 декември 1947 година в Забже. На следващата година семейството му се мести в Шомберки (от 1951 година район на Битом), където Ян завършва начално училище. Получава средно образование в Трети общообразователен лицей „Владислав Броневски“ в Битом (Бобрек). През 1965 година постъпва във Висшата духовна семинария в Ниса. Отбива военната си служба в Бартошице (1966 – 1968). На 20 април 1972 година е ръкоположен за свещеник в Ополската катедрала от Франчишек Йоп, апостолически администратор в Ополе. В следващите шест години служи като викарий в енориите „Св. Франциск“ (1972 – 1974) и в „Пресвето сърце Исусиво“ в Забже (1974 – 1978). През 1977 година защитава магистърска теза по богословие в Люблинския католически университет (ЛКУ). От 1978 година специализира архивистика. През 1982 година защитава докторска дисертация на тема: „Историография на Вроцлавската епархия до 1821 година, писана на научен семинар от свещеник Станислав Либровски“ (на полски: Historiografia diecezji wrocławskiej do roku 1821, pisanej na seminarium naukowym ks. prof. dr hab. S. Librowskiego). Впоследствие преподава история на Църквата в духовната семинария в Ниса и в Епархийния богословско-пасторален институт в Ополе. През академичната 1984/5 година работи във Ватиканския архив в Рим и специализира църковна архивистика във Ватиканското училище по палеография, дипломатика и архивистика.
На 5 декември 1992 година папа Йоан Павел II го номинира за викарен епископ на Ополската епархия и титулярен епископ на Чемериняно. Приема епископско посвещение (хиротония) на 6 януари 1993 година в базиликата „Св. Петър“ в Рим от ръката на папата, в съсложие с арх. Джовани Батиста Ре и арх. Джъстин Франсис Ригали. Назначен е за генерален викарий на епархията от ополския епископ Алфонс Носол. В 1994 година се хабилитира в ЛКУ и започва работа в новосъздадения Ополски университет (ОУ). През 2003 година му е присъдена научна титла професор по богословие. От 2006 година е ръководител на катедра „История на Църквата и патрология“ в ОУ. На 29 декември 2011 година папа Бенедикт XVI го номинира за гливишки епископ. Приема канонично епархията, след което влиза в Гливишката катедрала като епископ на 28 януари 2012 година.